# Red Boys Differdange
Maillots
Le Red Boys Differdange était un club Luxembourgeois de football basé à Differdange.
Malgré la mort de cette section du club, la section handball existe toujours, Red Boys Differdange (handball)

## Historique
- 1907 : fondation du club
- 1972 : 1re participation à une Coupe d'Europe (C2, saison 1972/73)
- 2003 : fusion avec l’AS Differdange pour former le FC Differdange 03

## Bilan sportif

### Palmarès
- Championnat du Luxembourg de football
  - Champion : 1923, 1926, 1931, 1932, 1933, 1979

- Coupe du Luxembourg de football
  - Vainqueur : 1925, 1926, 1927, 1929, 1930, 1931, 1934, 1936, 1952, 1953, 1958, 1972, 1979, 1982, 1985
  - Finaliste : 1924, 1932, 1935, 1948, 1950, 1955, 1970, 1977, 1986

### Bilan européen
Légende
- Victoire ou qualification pour le tour suivant
- Match nul
- Défaite ou élimination de la compétition

Note : dans les résultats ci-dessous, le score du club est toujours donné en premier.
| Saison    | Compétition               | Tour                | Club                | Domicile | Extérieur | Total  |
| --------- | ------------------------- | ------------------- | ------------------- | -------- | --------- | ------ |
| 1972-1973 | Coupe des coupes          | Seizièmes de finale | AC Milan            | 1 - 4    | 0 - 3     | 1 - 7  |
| 1974-1975 | Coupe UEFA                | Premier tour        | Olympique lyonnais  | 1 - 4    | 0 - 7     | 2 - 11 |
| 1976-1977 | Coupe UEFA                | Premier tour        | KSC Lokeren         | 0 - 3    | 1 - 3     | 1 - 6  |
| 1977-1978 | Coupe UEFA                | Premier tour        | AZ Alkmaar          | 0 - 5    | 1 - 11    | 1 - 16 |
| 1979-1980 | Coupe des clubs champions | Seizièmes de finale | Omonia Nicosie      | 2 - 1    | 1 - 6     | 3 - 7  |
| 1980-1981 | Coupe UEFA                | Premier tour        | AZ Alkmaar          | 0 - 4    | 0 - 6     | 0 - 10 |
| 1981-1982 | Coupe UEFA                | Premier tour        | Sporting Portugal   | 0 - 7    | 0 - 4     | 0 - 11 |
| 1982-1983 | Coupe des coupes          | Seizièmes de finale | KSV Waterschei Thor | 0 - 1    | 1 - 7     | 1 - 8  |
| 1984-1985 | Coupe UEFA                | Premier tour        | Ajax Amsterdam      | 0 - 0    | 0 - 14    | 0 - 14 |
| 1985-1986 | Coupe des coupes          | Seizièmes de finale | AIK Solna           | 0 - 5    | 0 - 8     | 0 - 13 |

## Vincent CARNEVALE
- Marcel Di Domenico
- Nicolae Popescu